# Thyreus abdominalis
Thyreus abdominalis är en biart som först beskrevs av Heinrich Friese 1905. Den ingår i släktet Thyreus och familjen långtungebin.

## Beskrivning
Arten är svart med flera vita hårfält, på bakkroppen i form av tvärband.

## Underarter
Fyra underarter är kända:
- Thyreus abdominalis abdominalis
- Thyreus abdominalis rostratus (Friese, 1905)
- Thyreus abdominalis austrosundanus Lieftinck, 1962
- Thyreus abdominalis simulator Lieftinck, 1962

## Utbredning
Utbredningsområdet sträcker sig från Himalaya till östra Kina, Malaysia och Indonesien.

## Ekologi
Som alla arter i släktet är Thyreus abdominalis en boparasit, den lägger ägg i andra solitära bins äggceller, där larven lever av det insamlade matförrådet sedan värdägget eller -larven dödats. Värdarterna utgörs av solitära bin ur släktena Amegilla och pälsbin.